# Катарроджа
Катарроджа, Катарроха (валенс. Catarroja, ісп. Catarroja) — муніципалітет в Іспанії, у складі автономної спільноти Валенсія, у провінції Валенсія. Населення — 27 175 осіб (2010).

## Географія
Муніципалітет розташований на відстані близько 300 км на схід від Мадрида, 8 км на південь від Валенсії.

## Демографія
Динаміка населення (INE ):

## Галерея зображень

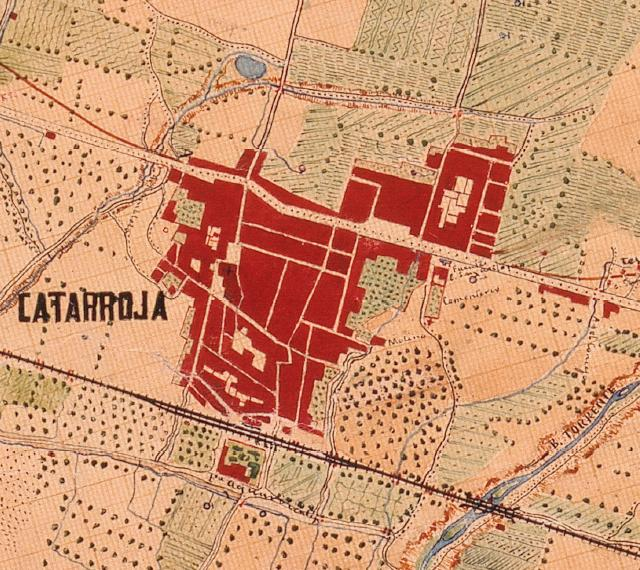
Катарроджа у 1883 році